# Плавучая база подводных лодок

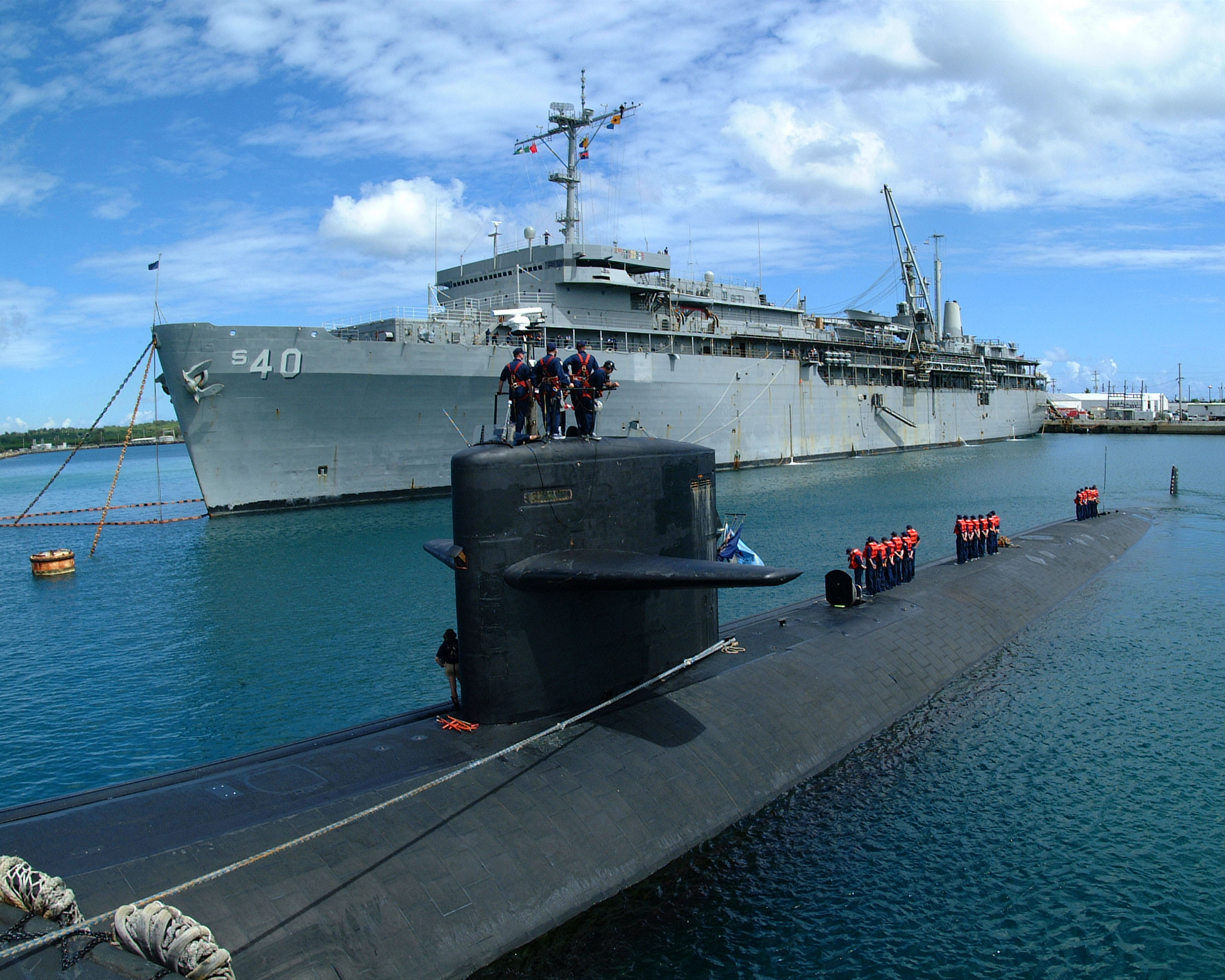
USS Frank Cable — одна из двух американских плавбаз подлодок. (на переднем плане — подлодка USS Salt Lake City)

Плавучая база подводных лодок — класс рейдовых судов обеспечения, предназначенный для обслуживания подводных лодок в местах базирования и для пополнения их запасов. 
Подобный класс находил наибольшее применение до полномасштабного развития атомного подводного флота. Плавбазы применялись не только для пополнения запасов продовольствия, топлива, боекомплекта, но и для обслуживания самой подлодки без возвращения в постоянную базу. Плавбазы предоставляют в первую очередь те виды обеспечения, для которых сами обеспечиваемые корабли недостаточно приспособлены. Основными удобствами плавбазы является большое количество кают для проживания подводников, не имеющих достаточных удобств на своих кораблях, а также развитая техническая база, со складом запчастей, запасом топлива и оборудованными мастерскими.
Плавбаза имеет перед береговой базой ряд преимуществ:
- при должном оборудовании она способна обеспечить рассредоточение подводных сил и базирование их в не оборудованных для этого гаванях[1],
- в силу компактности проживания личного состава, размещённому на плавбазе соединению требуется меньше времени на подъём по боевой тревоге[1].

При освоении новых морских театров плавбазы могли заменять подводникам и пирс, и гостиницу, и ремонтную мастерскую, и дом отдыха, и даже корабль-цель для отработки торпедных атак. Часто на плавбазах проживали не только сами подводники, но и их семьи.

## В Великобритании
В королевском ВМФ такой тип кораблей назывался «корабль-депо» (англ. Submarine depot ship). Примеры: HMS Medway и HMS Maidstone

## В Германии
Во время Второй мировой войны, несмотря на огромное количество подводных лодок, Германия не строила специализированные плавбазы подводных лодок. В портах базирование обеспечивалось развитой системой береговых сооружений, а снабжение в море осуществлялось специализированными подлодками-танкерами проекта XIV, а также переоборудованными судами снабжения или даже боевыми кораблями, вплоть до вспомогательных крейсеров. Один из них, «Атлантис», ускользал от обнаружения до тех пор, пока ему не поступил приказ передать часть топлива и припасов на подлодку U-126.
Некоторые виды обеспечения в базах предоставляли переоборудованные гражданские суда. Так, «Вильгельм Густлофф» играл роль плавказармы.
Также известны случаи пополнения припасов немецких подлодок в нейтральных портах с номинально интернированных немецких кораблей.

## В США

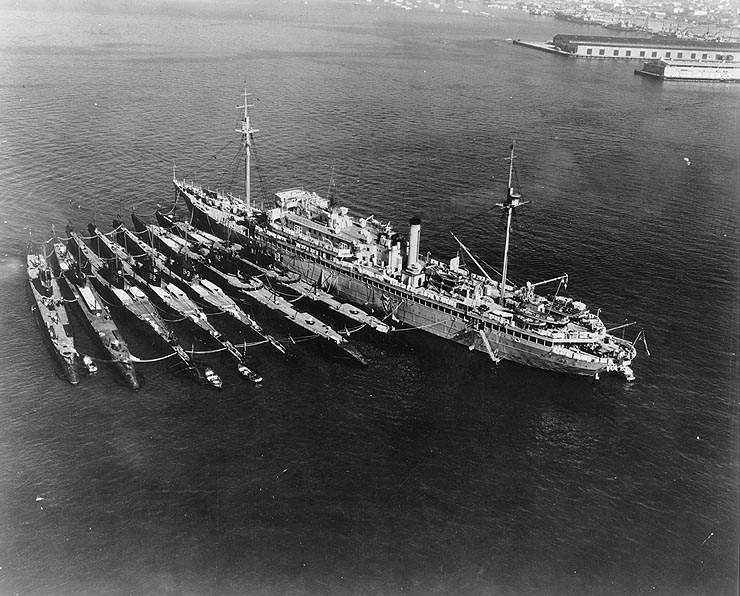
Плавбаза USS Holland и 7 пришвартованных подлодок в заливе Сан-Диего, 1937 год.

Плавбазы подводных лодок называются «сторожами подводных лодок» (англ. Submarine tender). В годы Второй мировой войны в составе ВМС США имелось 19 плавбаз ПЛ, шесть из них были переоборудованы из гражданских судов, остальные относились к трём специализированным проектам: шесть судов типа «Фултон», два — типа «Гриффин», четыре — типа «Эгир». Одна плавбаза, USS Canopus (AS 9), переоборудованная из судна 1918 года постройки, была затоплена в 1942 году на Филиппинах, во избежание захвата.
В ВМС США по-прежнему находятся в строю два корабля подобного типа: USS Emory S. Land (AS-39) и USS Frank Cable (AS-40). В соответствии с классификацией кораблей ВМС США, они носят индекс «AS».

## В России/СССР

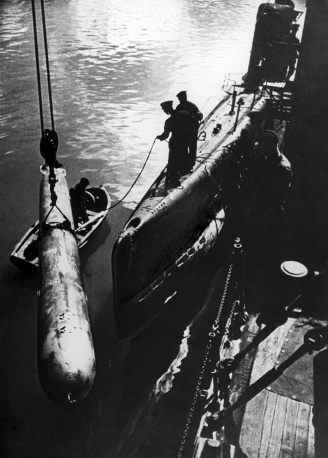
Экипаж подводной лодки М-117 загружает с плавбазы «Эльбрус» торпеды перед выходом на боевую операцию, 1943 год

Первые плавбазы в Российском императорском флоте появились вместе с первыми подлодками. Если на Балтийском флоте особых проблем с базированием не возникало, то корабли Сибирской флотилии (базировавшейся на Дальнем Востоке) находились в полной зависимости от своих немногочисленных судов обеспечения.
Надобность в плавбазах стала особенно острой, когда начиная с 1930-х годов подводные силы советских ВМС стали расти ударными темпами, притом что состояние инфраструктуры менялось крайне незначительно, хотя руководство делало всё возможное, так например императорская яхта «Полярная звезда» была переоборудована в плавбазу ПЛ.
В 1930-е годы учебно-строевое управление ВМС создало тактико-техническое задание на создание проекта плавбаз специализированной постройки, которые бы обладали водоизмещением около 5000 тонн и несли бы всё необходимое для базирования шести больших или восьми средних, или двенадцати малых подлодок, включая значительное количество кают, ряд специализированных мастерских, даже хранилище на 48 торпед. Строительство таких кораблей так и не началось в связи с тем, что все подходящие судостроительные мощности были заняты под боевые корабли.
В результате во время Великой Отечественной войны потребности советских подводных лодок в плавбазах обеспечивались переоборудованными кораблями, в частности пароходами типа «Анадырь» («Иртыш», «Саратов», «Север»), которые не обладали всем необходимым, и, более того, достаточно часто сами требовали ремонта и обслуживания силами экипажей подлодок.

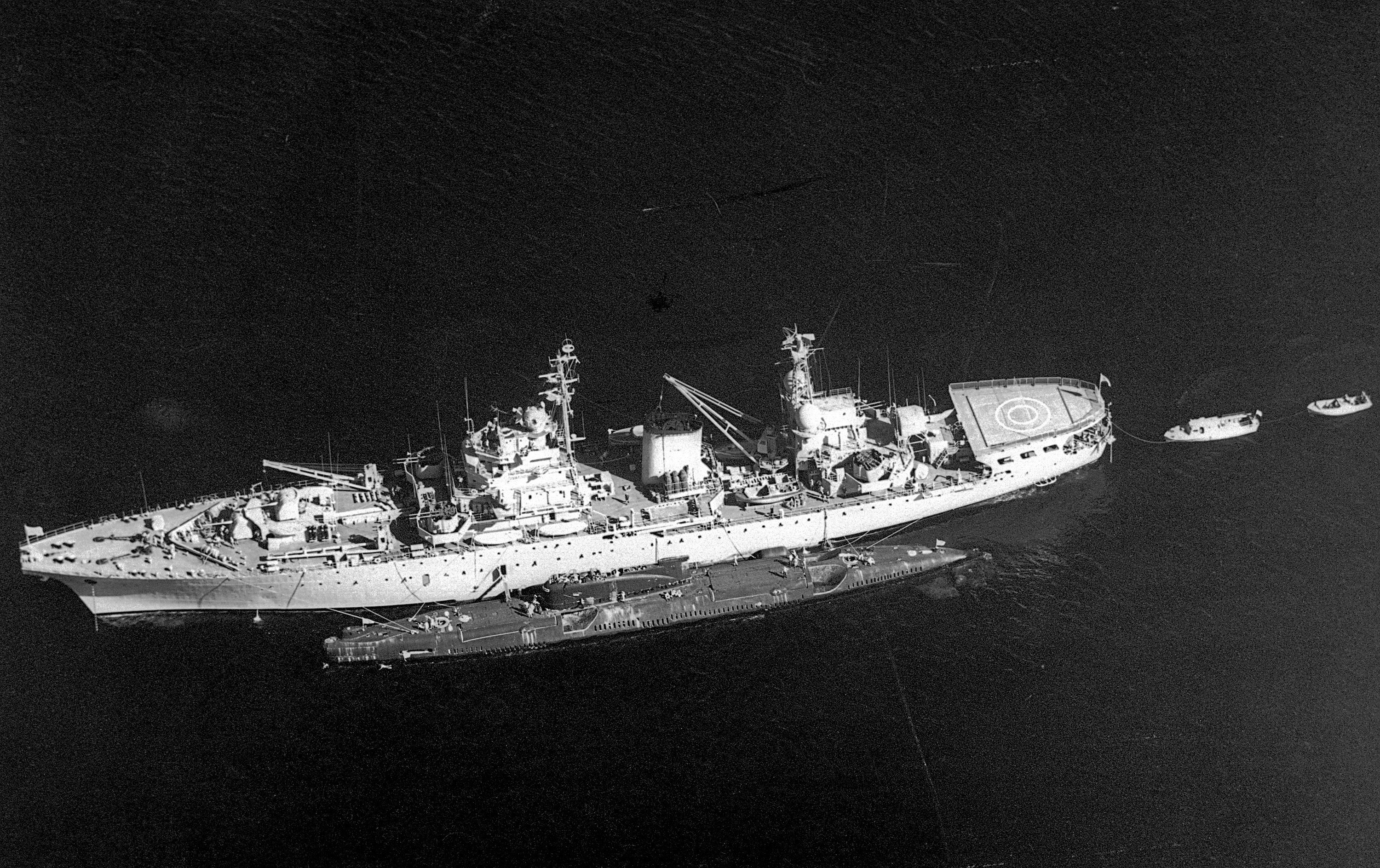
ПБПЛ «Виктор Котельников» проекта 310М с ошвартованной у борта ракетной подводной лодкой проекта 651, «точка 52» (Эс-Саллум), 1984 год

Необходимость рассредоточения базирования флота в эпоху ядерного противостояния привела в послевоенное время к созданию большого количества плавучих баз подводных лодок. Первым послевоенным типом советской плавбазы дизельных подводных лодок стал проект 310, по которому с 1958 по 1963 годы было построено семь плавучих баз ПЛ.

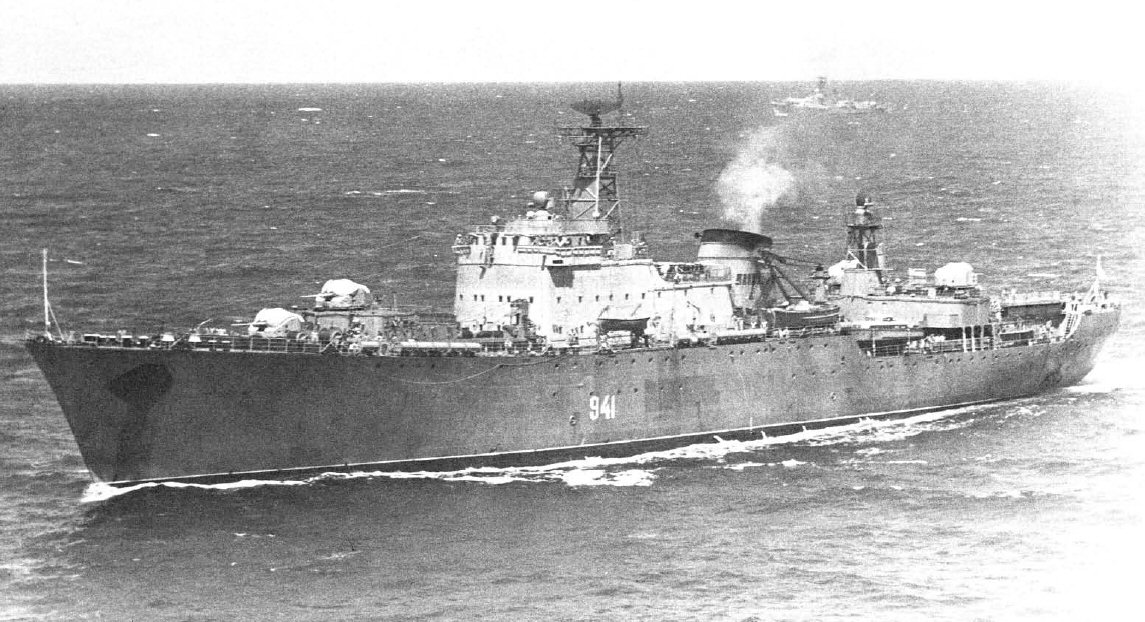
Плавбаза проекта 1886

В 1962—1968 годах было построено семь несамоходных плавбаз проекта 1821, предназначенных для обслуживания двух атомных подводных лодок первого поколения. Следующий тип советских плавбаз ПЛ — проект 1886 — был уже самоходным, и на нём впервые было обеспечено базирование вертолёта Ка-25. Всего с 1963 по 1972 год по этому проекту было построено девять плавбаз. Позже, в результате расширения системы базирования, актуальность строительства новых плавбаз снизилась, и их строительство было приостановлено.
Военно-Морской Флот Российской Федерации утилизировал все корабли данного класса, унаследованные от СССР (проекты 310, 1821 и 1886).